# Rolf Holmberg
Rolf Holmberg (Skien, 24 agosto 1914 – Skien, 5 luglio 1979) è stato un calciatore norvegese, di ruolo centrocampista.

## Carriera

### Club
Holmberg, a livello di club, vestì la maglia dell'Odd.

### Nazionale
Giocò 26 incontri per la Norvegia, partecipando ai Giochi della XI Olimpiade (conquistando la medaglia di bronzo) e al campionato del mondo 1938. Esordì il 26 luglio 1936, nel successo per 3-4 contro la Svezia, a Stoccolma.